# Ruta 308 (Costa Rica)
La Ruta 308, oficialmente Ruta Nacional Terciaria 308, es una ruta nacional de Costa Rica ubicada en las provincias de San José y Heredia.

## Descripción
En la provincia de San José, la ruta atraviesa el cantón de Moravia (el distrito de San Jerónimo).
En la provincia de Heredia, la ruta atraviesa el cantón de Santo Domingo (los distritos de Paracito, Pará).